# Врабче
Врабче (словен. Vrabče) — поселення в общині Сежана, Регіон Обално-крашка, Словенія. Висота над рівнем моря: 512 м.